# Asociația de Fotbal din Oman
Asociația de Fotbal din Oman (arabă الاتحاد العُماني لكرة القدم) este forul ce guvernează fotbalul în Oman. Se ocupă de organizarea echipei naționale și a altor competiții de fotbal din stat. 